# Sherborne
Sherborne est une ville du Dorset, en Angleterre. Elle est située dans le nord-ouest du comté, à une dizaine de kilomètres à l'est de Yeovil. Elle est traversée par la rivière Yeo, un affluent de la Parrett. Administrativement, elle relève du district du West Dorset. Au recensement de 2011, la paroisse civile de Sherborne comptait 9 523 habitants.

## Histoire
Au début du VIIIe siècle, Sherborne devient le siège d'un diocèse chrétien qui couvre tout le Sud-Ouest de l'Angleterre, soit les Cornouailles, le Devon, le Somerset et le Dorset. Le premier évêque de Sherborne est l'érudit anglo-saxon Aldhelm, mort en 710. Ce vaste diocèse est découpé vers 909 et l'autorité de Sherborne est limitée au seul Dorset. En 998, l'évêque Wulfsige III réforme le chapitre de la cathédrale de Sherborne pour en faire une communauté monastique suivant la règle de saint Benoît : c'est la naissance de l'abbaye de Sherborne, qui existe jusqu'à la dissolution des monastères au XVIe siècle. Le siège épiscopal du Dorset est entre-temps déplacé à Old Sarum en 1075.
Au XIIe siècle, l'évêque de Salisbury Roger de Caen fait édifier le château de Sherborne. L'explorateur Walter Raleigh en fait l'acquisition à la fin du XVIe siècle et construit un manoir à proximité. L'ancien château est détruit en 1645, durant la première guerre civile anglaise..

## Transports
Sherborne est traversée par la route A30 (en) qui relie Londres à Penzance, dans les Cornouailles. La ville possède une gare de chemin de fer (en) depuis 1860.

## Jumelage
La ville fait partie du douzelage depuis 1991.

## Personnalités liées à la ville
- Æthelbald (835?-860), roi du Wessex, y est inhumé ;
- John G. Bennett (1897-1974), écrivain spiritualiste, mathématicien, ingénieur et directeur de recherches industrielles, y est mort ;
- John Clavell (1601-1643), bandit de grand chemin, dramaturge, poète, avocat et médecin, y est grandit ;
- Duncan Hamilton (1920-1994), coureur automobile, y est mort ;
- Étienne Harding (1060-1134), saint catholique, prieur puis abbé de l'abbaye de Cîteaux, y est né ;
- Pauline Johnson (1899-1947), actrice, y est morte ;
- William Lakin Turner (1867-1936), peintre paysagiste, y est mort ;
- Charles Tate Regan (1878-1943), ichtyologiste, y est né.